# Крик совы (телесериал)
«Крик совы» — российский многосерийный художественный телефильм 2013 года режиссёра Олега Погодина, снятый в традициях советского «шпионского кино».
Премьерный показ состоялся осенью 2013 года на «Первом канале».

## Сюжет
Действие разворачивается в 1957 году в небольшом городе Остров в Псковской области. В ходе операции по захвату бандитов, ограбивших продовольственный магазин, тяжело ранен капитан милиции Юрий Сиротин. В больнице, находясь в бессознательном состоянии, он бросает в воздух обрывки фраз на чистейшем немецком языке. Этот бредовый поток сознания настораживает хирурга Фризона, который обращается в Комитет госбезопасности с соответствующим сигналом.
Разобраться в истории с цитирующим Гёте милиционером поручено сотруднику областного КГБ капитану Ивану Митину. Его прибытие в Остров вызывает раздражение майора местной милиции Андрея Балахнина, который ведёт собственное расследование. И дело не только в негласном соперничестве двух ведомств, но и в «мужском противостоянии»: оба — и Митин, и Балахнин — пытаются ухаживать за симпатичной работницей почты Ниной Кавериной.
Стремительное развитие событий (замаскированное под самоубийство повешение хирурга Фризона, обнаружение в дождевике у раненого Сиротина томика Гёте на немецком языке, а в записной книжке — квитанций о переводе крупных денежных сумм) заставляет Митина обратиться в центр с просьбой о предоставлении ему особых полномочий.
Чем глубже Митин погружается в расследование, тем больше понимает: Остров, который в годы Великой Отечественной войны находился под вражеской оккупацией, — это город душевно раненых людей, и здесь во многих семьях спрятаны свои «скелеты в шкафу». К тому же в этом местечке близ Пскова с военных лет сохранена вражеская агентура, а в лесу прячется наглая, не останавливающаяся ни перед чем банда Ворона.
Развязать десятки разрозненных нитей и распутать этот клубок — вот задача, которую Митин решает в рамках предоставленных ему «особых полномочий».

Вспомнилось, что до конца 1960-х годов в СССР проходили процессы над разоблачёнными бывшими полицаями. <…> И вот в сериале эти недобитки восстали, да ещё к ним присоединились предатели из милиции и горкома партии! Детектив борьбы с ними захватывает динамикой и «правдоподобием чувствований»: влюблённый кагэбэшник в конце концов побеждает изощрённых врагов, но карает не всех — и это оправдано «обстоятельствами» хрущёвской «оттепели». И созвучно нашему времени.
— Александр Кондрашов, «Литературная газета»

## В ролях
- Сергей Пускепалис — капитан госбезопасности Иван Александрович Митин
- Андрей Мерзликин — майор милиции Андрей Северьянович Балахнин
- Мария Миронова — работница почты Нина Николаевна Каверина
- Евгений Дятлов — капитан милиции Юрий Сиротин
- Андрей Феськов — лейтенант госбезопасности Сергей Оборин
- Анатолий Васильев — вор в законе «Граф» (Валентин Петрович Бакур)
- Игорь Савочкин — главарь банды «Ворон» (Семён)
- Серафима Низовская — подружка Ворона Аглая Коннова
- Василий Бочкарёв — директор музея Александр Матвеевич Горобец
- Сергей Юшкевич — член банды Ворона Никифор Глушенко
- Наталья Высочанская — работница почты Вера Белькевич
- Александр Марушев — медвежатник «Седой» (Михаил Седенко)
- Евгения Дмитриева — бандерша «Косая Маруся»
- Эрнст Романов — главврач Виктор Казимирович Буткевич
- Евгений Ганелин — реаниматолог Виктор Борисович Гусев
- Николай Иванов — Трофим Ильич, вахтёр в общежитии

## Съёмочная группа
- Режиссёр — Олег Погодин
- Сценарий — Вячеслав Рогожкин, при участии Олега Погодина
- Оператор — Владимир Башта
- Художник-постановщик — Алим Матвейчук
- Композитор — Александр Соколов
- Звукорежиссёр — Ирина Викулина
- Режиссёра монтажа — Ольга Прошкина и Александра Терехова
- Оператор стедикама — Дмитрий Бутенко
- Продюсеры — Олег Газе, Дмитрий Черкасов, Лилия Ковалевич
- Производство — кинокомпания «Щука»

## Съёмки
Рабочее название сериала — «Особые полномочия».
Съёмки сериала проходили в городке Новая Ладога, что в 130 километрах от Петербурга. Заключительная сцена фильма снята в городе воинской славы — Кронштадте, в районе Якорной площади. Название «Крик совы» было утверждено изначально, однако режиссёр Олег Погодин из суеверных соображений не разрешил писать его на «хлопушке». Во время съёмок использовалось рабочее сочетание — «Особые полномочия».
Актёры, участвовавшие в картине, почти до самого финала не знали, кто же из них играет роль «главного злодея».

## Награды и номинации
- Первая премия журнала The Hollywood Reporter (2013) — в номинации «Образ года» (Мария Миронова)[4].
- Премия ФСБ России за «Лучшие произведения литературы и искусства о деятельности органов федеральной службы безопасности» (2013): 
  - в категории «Кино и телефильм» (Олег Погодин)
  - в категории «Актёрская работа» (Сергей Пускепалис, Андрей Мерзликин)[5].
- Премия Ассоциации продюсеров кино и телевидения (2013)[6]:
  - «Лучшая сценарная работа» (Вячеслав Рогожкин и Олег Погодин),
  - «Лучшая работа режиссёра монтажа» (Ольга Прошкина и Александра Терехова),
  - «Лучший актёр» (Сергей Пускепалис).
  - Режиссёр Олег Погодин, кинооператор Владимир Башта, художник-постановщик Алим Матвейчук и звукорежиссёр Ирина Викулина были номинированы в соответствующих категориях.
- Сериал номинировался на премию «Золотой орёл» в категории Лучший телефильм или мини-сериал (до 10 серий включительно)[7]. Сергей Пускепалис был номинирован на премию «Золотой орёл» в категории Лучшая мужская роль на телевидении. Мария Миронова была номинирована на премию «Золотой орёл» в категории Лучшая женская роль на телевидении.